# William Semple Brown Wallace
William Semple Brown Wallace (Kirkintilloch, 23 giugno 1940) è un ex calciatore scozzese, di ruolo attaccante.

## Palmarès

### Trofei nazionali
- Campionato scozzese: 5

Celtic: 1966-1967, 1967-1968, 1968-1969, 1969-1970, 1970-1971
- Coppa di Scozia: 3

Celtic: 1966-1967, 1968-1969, 1970-1971
- Coppe di Lega Scozzese: 5

Hearts: 1962-1963
Celtic: 1966-1967, 1967-1968, 1968-1969, 1969-1970

### Trofei internazionali
- Coppa dei Campioni/UEFA Champions League: 1

Celtic: 1966-1967